# Sarah Fairbrother
Sarah Fairbrother (Westminster, 31 ottobre 1816 – Mayfair, 12 gennaio 1890) è stata un'attrice teatrale di teatro britannica, moglie di Giorgio, duca di Cambridge.

## Biografia
I suoi genitori erano John Fairbrother, e sua moglie, Mary Tucker il cui nome da nubile potrebbe essere stato Phillips. I dettagli della sua nascita, dei genitori e dei primi due figli furono rivelati per la prima volta nel Royal Mistresses and Bastards: Fact and Fiction di Anthony J. Camp. La sua famiglia non aveva legami con Robert Fairbrother, il suggeritore al Drury Lane Theatre, o con la famiglia di tipografi Fairbrother a Bow Street, Covent Garden, come spesso affermato.

## Carriera
Sarah è apparsa per la prima volta sul palco nel balletto al King's Theatre di Londra; recitò la parte di Clara in Luke the Labourer al Caledonian Theatre, a Edimburgo il 3 febbraio 1827; Zefiro in Oberon nello stesso teatro, il 26 agosto 1827; ballò al Covent Garden Theatre (1830–1835 e 1837–43) e al Surrey Theatre (1832-1834); interpretò Colombina in Valkyrie il 26 dicembre 1832; ha recitato e ballato al Drury Lane Theatre (1836-1837); Colombina in Harlequin and Old Gammer Gurton, 26 dicembre 1836; interpretò Margherita in Molto rumore per nulla a Drury Lane, il 24 febbraio 1843; fu membro della Lyceum Theatre Company (8 aprile 1844-11 giugno 1847 e 18 ottobre 1847); recitò Transimenus in The Golden Branch di Planche il 3 gennaio 1848; ed era "considerata la donna più adorabile del suo tempo".
Sarah ebbe un figlio illegittimo, Charles Manners Sutton Fairbrother (8 agosto 1836-14 marzo 1901). Fu battezzato a St Mary, Islington, il 12 marzo 1837, e sembra fosse stato il figlio di Charles Sutton, II visconte di Canterbury.
Sarah ebbe una figlia illegittima, Louisa Catherine Bernard (22 marzo 1839-13 giugno 1919). Fu battezzata a St James, Westminster, il 5 luglio 1839, e fu figlia di Thomas Bernard, di Castle Bernard. Sposò (con il cognome FitzGeorge) a St George Hanover Square, il 7 maggio 1859, Francis Fisher Hamilton (1830–1891), non ebbero figli.

## Matrimonio
In uno dei suoi numerosi spettacoli sparsi per l'Inghilterra conobbe Giorgio di Cambridge. La coppia ebbe tre figli:
- George (24 agosto 1843–2 settembre 1907), sposò Rosa Baring ed ebbe discendenza;
- Adolphus (30 gennaio 1846–17 dicembre 1922), sposò in prime nozze Sofia Holden, ebbe discendenza, e in seconde nozze Margaret Watson, non ebbe discendenza;
- Augustus FitzGeorge (12 giugno 1847–30 ottobre 1933).

La coppia si sposò l'8 gennaio 1847 a Westminster. Ai sensi del Royal Marriages Act 1772, il principe Giorgio era tenuto a chiedere il permesso al monarca britannico (a quel tempo sua cugina, la regina Vittoria) di sposarsi, ma Giorgio era sicuro che sposare un'attrice con quattro figli illegittimi da tre padri non avrebbe mai ricevuto il permesso. La regina Vittoria, però, era contraria al matrimonio a causa del basso rango della Fairbrother, ma amava il cugino Giorgio e quindi diede la sua approvazione alle nozze; con il patto che non avrebbe avuto il titolo di Altezza Reale e i suoi figli non sarebbero stati Hannover e non eredi alla corona di Cambridge.

## Morte
Morì al 6 Queen Street, Mayfair, a Londra, il 12 gennaio 1890, e fu sepolta nel mausoleo commissionato dal principe al Kensal Green Cemetery, a Londra, molto vicino a un'altra delle amanti del principe, Louisa Beauclerk, che era morta nel 1882.